# Jazz Gala 79
Jazz Gala 79 — двойной концертный альбом, записанный американской певицей и пианисткой Кармен Макрей при участии певца Джо Уильямса, трубачей Теда Джонса и Кэта Андерсона, а также французского пианиста Клода Боллинга на фестивале MIDEM в Каннах 22 января 1979 года. Альбом был выпущен в том же году во Франции лейблом America Records, а в последствии переиздавался под разными названиями.

## Отзывы критиков
| Оценки критиков | Оценки критиков |
| Источник        | Оценка          |
| --------------- | --------------- |
| AllMusic        | ·               |

Кен Драйден из AllMusic поставил альбому три с половиной звезды и написал: «Макрей эффектно исполняет такие баллады, как „Body and Soul“ и „’Tis Autumn“, наряду с задорной „Bye Bye Blackbird“, хотя её вокал страдает от реверберации, вызванной плохой инженерией. Она также пользуется редкой возможностью аккомпанировать себе на фортепиано для сдержанного, разговорного исполнения „A Beautiful Friendship“, где проблема с реверберацией волшебным образом исчезает. Тэд Джонс присоединяется к биг-бэнду Боллинга, чтобы сыграть дерзкий блюз „Back Bone“. Боллингу удается уловить колорит Эллингтона, исполняющего вступление к песне маэстро „Rockin' in Rhythm“. Хотя Джо Уильямс присутствует только в одном номере, „Them There Eyes“, он максимально использует это, исполняя дуэт с Макрей и ритм-секцией Боллинга». Джейсон Бирчмейер, также из AllMusic, заявил: «Если вам нравится музыка этих музыкантов или другие выступления группы Тэда Джонса, велика вероятность, что вам понравится это выступление, даже если в нём нет ничего особенного или нового». В журнале Billboard назвали альбом «прекрасной записью», где насыщенный баритон Джо Уильямс пел вместе с Кармен Макрей.

## Список композиций
1. «Bowling Green» (Холмс Дейли, Терренс Колльер) — 4:30
2. «Suivez le chef» (Клод Боллинг) — 3:00
3. «Body and Soul» (Фрэнк Эйтон, Джонни Грин, Эдвард Хейман, Роберт Саур) — 3:30
4. «This Autumn» (Генри Немо) — 4:20
5. «Bye-Bye Blackbird» (Морт Диксон, Рэй Хендерсон) — 2:16
6. «End of a Beautiful Friendship» (Дональд Кан, Стэнли Стайн) — 2:50
7. «61st & Richard» (Тед Джонс) — 8:00
8. «Back Bone» (Тед Джонс) — 6:45
9. «Work Song» (Нэт Эддерли, Оскар Браун мл.)— 2:50
10. «Blues in My Heart» (Бенни Картер, Ирвинг Миллс) — 3:00
11. «Just the Way You Are» (Билли Джо) — 6:15
12. «It Don’t Mean a Thing» (Дюк Эллингтон, Ирвинг Миллс) — 3:12
13. «Jungle Trap» (Клод Боллинг) — 5:12
14. «Rock Rhythm» (Дюк Эллингтон) — 4:45
15. «Them There Eyes» (Дорис Таубер, Масео Пинкард, Уильям Трейси) — 3:40
16. «Far Jammers» (Клод Боллинг) — 1:10

## Участники записи
- Бас-гитара — Гай Педерсен
- Бас-тромбон — Эмиль Вилен
- Вокал — Кармен Макрей, Джо Уильямс
- Гитара — Бартелеми Раффо
- Ударные — Морис Бушон
- Запись, сведение — Джон Дж. Чеветелло
- Музыкальный руководитель — Джо Уильямс
- Фортепиано — Клод Боллинг
- Саксофон — Андре Виллегер, Клод Тиссендье
- Саксофон, бас-кларнет — Пьер Госсез
- Саксофон, флейта — Жан Альдегон, Марсель Каниллар
- Сопродюсер — Билл Титоне, Жан-Клод Аст, Джон Леви
- Тромбон — Бенни Вассер, Билл Тампер, Мишель Камикас
- Труба — Кэт Андерсон, Фернан Верстраете, Луи Везант, Морис Томас, Патрик Артеро, Тед Джонс